# Lách tách đầu xám
Lách tách đầu xám (tên khoa học: Alcippe poioicephala) là một loài chim trong họ Pellorneidae. Chúng được Jerdon phân loại vào năm 1841 dưới danh pháp Thimalia poioicephala [sic, biến Timalia thành Thimalia].